# Seleção Eslovena de Voleibol Feminino
A seleção eslovena de voleibol feminino é uma equipe europeia composta pelas melhores jogadoras de voleibol da Eslovênia. A equipe é mantida pela Federação Eslovena de Voleibol (Odbojkarska Zveza Slovenije). Encontra-se na 115ª posição do ranking mundial da FIVB, segundo dados de agosto de 2017.

## Histórico de resultados
- Liga Europeia:2016[3]